# Saint-Léger-les-Vignes

Saint-Léger-les-Vignes este o comună în departamentul Loire-Atlantique, Franța. În 2009 avea o populație de 1,507 de locuitori.